# Geografia da Mauritânia

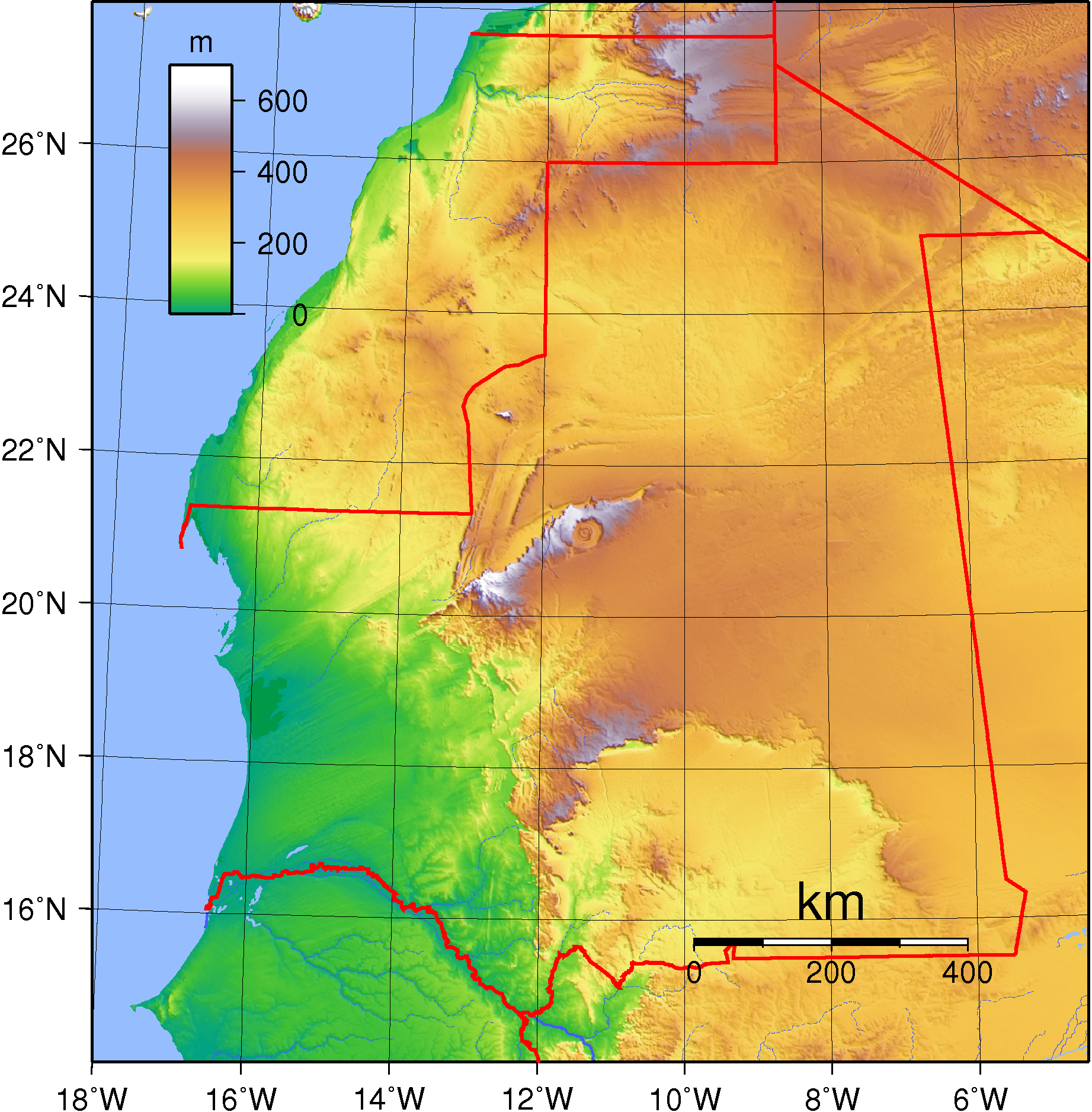
Mapa topográfico da Mauritânia.

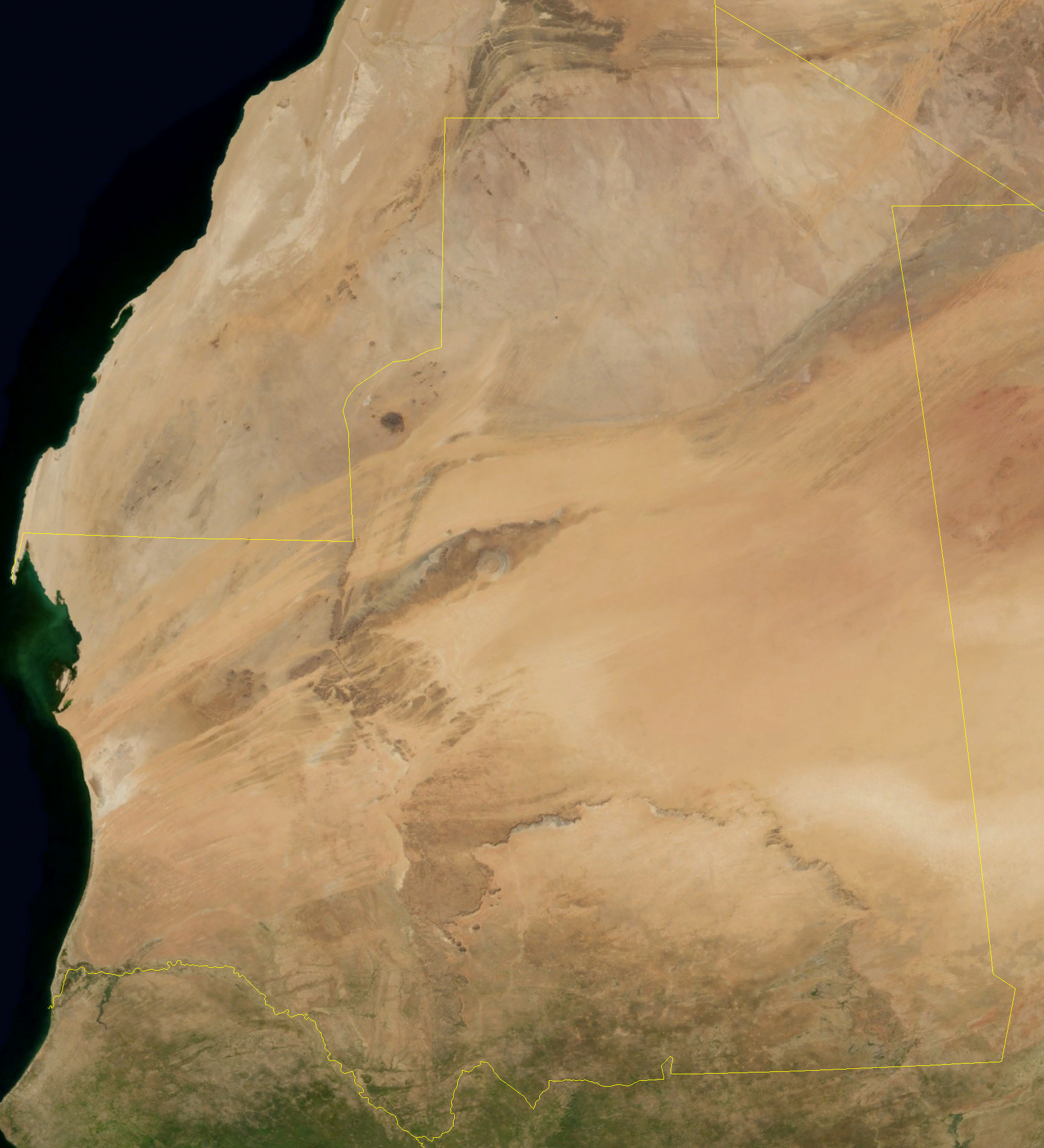
Imagem de satélite da Mauritânia.

A Mauritânia é um país da África do norte. Limitante como o Oceano Atlântico norte, entre o Senegal e o Saara Ocidental. É considerada parte tanto do Sahel quanto do Magrebe.

## Coordenadas geográficas
A Mauritânia está localizada entre os 15° e 27° de latitude Norte e 5° e 17° de longitude Oeste. 
20° 00′ N, 12° 00′ O

## Área
Total: 1.030.700 km²
Terrestre: 1.030.400 km²
Aquática: 300 km²

## Fronteiras terrestres
Total: 5.074 km
Por país: Argélia: 463 km; Mali: 2.237 km; Senegal: 813 km; Saara Ocidental: 1561 km.

## Litoral
754 km

## Limites marítimos
Zona contígua: 24 milhas náuticas.
Plataforma continental: 200 milhas náuticas.
Zona econômica exclusiva: 200 milhas náuticas.
Mar territorial: 12 milhas náuticas.

## Clima
Desértico; quente e seco.

## Relevo
Planícies, em sua maioria estéreis; alguns montes centrais.
Ponto extremo: Kediet ljill: 910 m

## Recursos naturais
Minério de ferro, gesso, peixes, cobre, fosfato.

## Uso da terra
Terra arável: 0%
Terras permanentes produtivas: 0%
Pastos permanentes: 38%
Florestas e terras arborizadas: 4%
Outros: 58%
(Estimativa de 1993)

## Terras irrigadas
490 km² (Estimativa de 1993)

## Perigos naturais
Clima quente e seco; tempestade de areia ("Siroco"), principalmente em março e abril; secas periódicas.

## Problemas ambientais
Excesso de pastoreio, desmatamento e a erosão do solo causada pela seca estão contribuindo para a desertificação.  Recursos de água potável muito limitados vindos do Senegal, que é o único rio perene.

## Cidades
A maior parte da população está concentrada  nas cidades de Nouakchott e Nouadhibou e ao longo do rio Senegal, ao sul do país.